# Shin Eun-kyung
Shin Eun-kyung (en hangul 신은경; hanja: 申恩慶; RR: Sin Eun-gyeong; n.15 de febrero de 1973-) es una actriz surcoreana conocida por sus interpretaciones en Downfall (1997) y Mi mujer es una gángster (2001).

## Vida personal
Estudió teatro y cine en la Universidad Dankook.
El 22 de septiembre de 2003 se casó con Kim Jung-soo, que entonces era el CEO de la agencia de talentos Good Player Entertainment. Al año siguiente, dio a luz un niño al que posteriormente se le diagnosticó hidrocefalia. El 24 de agosto de 2007, presentó una demanda de divorcio cuando se enteró de que Kim había usado su sello privado sin permiso para apropiarse indebidamente de ₩400 millones (US$424 800) para su negocio, después de su fusión con Fantom Entertainment y el fracaso de varias películas que él había producido.En noviembre demandó a Kim por falsificación de documentos privados. En un caso separado, fue demandada por KM Culture, la empresa de la que Kim había tomado un préstamo que ascendía a ₩290 millones (US$218 000). El 28 de diciembre de 2008, el tribunal dictaminó que no era responsable de las deudas de su exmarido, indicando que a pesar de que su sello está en el contrato del préstamo, Shin no había visto el dinero prestado y no había autorizado su sello, por lo que no se hacía responsable de la deuda.

## Carrera
Es miembro de la agencia Run Entertainment.
Comenzó a aparecer en anuncios publicitarios en 1986 a la edad de 13 años, e hizo su debut televisivo en 1988 en KBS. A lo largo de los años ochenta y principios de los noventa, actuó en un gran número de películas y series (en particular, en el drama Hospital General de 2001), obteniendo fama por su cálida presencia en pantalla. En 1997, sin embargo, también aceptó personajes más atrevidos como el de una acompañante en la película del veterano director Im Kwon-taek Downfall. La película fue un éxito de taquilla, y la convirtió en una estrella.
Comenzó una breve pausa después de casarse y tener un bebé, pero volvió a actuar en el año 2005, protagonizando películas como Bystanders y Mr. Housewife, y series de televisión como Bad Couple, Mom's Dead Upset, White Lies, Still You y Scandal: A Shocking and Wrongful Incident. Ganó elogios por su apasionada interpretación de una mujer despiadada y ambiciosa en el drama Flames of Desire (2010)  y el thriller de venganza The Plan.
El 26 de octubre de 2020 se unió al elenco principal de la serie Penthouse: War In Life (conocida también como Penthouse) donde interpretó a Kang Ma-ri, una mujer que aunque parece débil es una persona fuerte que con el tiempo cambia para mejor, hasta el final de la serie el 10 de septiembre de 2021.

## Filmografía

### Series de televisión
| Año     | Título                        | Personaje                     | Canal | Notas                  | Ref.          |
| ------- | ----------------------------- | ----------------------------- | ----- | ---------------------- | ------------- |
| 2014    | Family Secret                 | Han Jung-yeon                 | tvN   |                        |               |
| 2015    | Oh My Ghostess                | Jo Hye-yeong                  | SBS   |                        |               |
| 2015    | The Village: Achiara's Secret | Yoon Ji-sook                  | SBS   |                        |               |
| 2017    | A Bad Family                  | Park Myung-hwa                | KBS   | Drama Special Season 8 | [ 14 ]        |
| 2018    | The Last Empress              | Emperatriz Viuda Kang Eun-ran | SBS   | 52 episodios           |               |
| 2020-21 | Penthouse: War In Life        | Kang Ma-ri                    | SBS   |                        |               |
| 2021    | Penthouse: War In Life 2      | Kang Ma-ri                    | SBS   |                        |               |
| 2021    | Penthouse: War In Life 3      | Kang Ma-ri                    | SBS   |                        |               |
| 2023    | 7 Escape                      | Cha Ju-ran                    | SBS   |                        | [ 15 ] [ 16 ] |

### Cine
| Año  | Título                                      | Rol                 |
| ---- | ------------------------------------------- | ------------------- |
| 1989 | Kuro Arirang                                | Sook-hee            |
| 1990 | This Is the Beginning of Love               | Hyeon-im            |
| 1991 | The Lover on the Bicycle                    |                     |
| 1992 | Life Isn't a Multiple Choice Test           | Min Cho-hee         |
| 1993 | No Emergency Exit                           |                     |
| 1994 | Love on a Rainy Day                         | Peng Young-mi       |
| 1994 | The Young Man                               | Jae-yi              |
| 1997 | Downfall                                    | Eun-young           |
| 1998 | A Mystery of the Cube                       | Shin Tae-kyung      |
| 1999 | The Ring Virus                              | Hong Sun-joo        |
| 2000 | Uzumaki                                     | Chie Maruyama       |
| 2000 | General Hospital the Movie: A Thousand Days | Kang Eun-soo        |
| 2001 | My Wife Is a Gangster                       | Cha Eun-jin         |
| 2001 | This Is Law                                 | Kang Min-joo        |
| 2002 | A Perfect Match                             | Kim Hyo-jin         |
| 2002 | Baby Alone                                  |                     |
| 2003 | Blue                                        | Kang Su-jin         |
| 2003 | My Wife Is a Gangster 2                     | Cha Eun-jin         |
| 2005 | Mr. Housewife                               | Go Soo-hee          |
| 2005 | Diary of June                               | Chu Ja-young        |
| 2010 | Love, In Between                            | Han So-young        |
| 2013 | Born to Sing                                | madre de Moon Bo-ri |
| 2014 | The Plan                                    | Se-hee              |
| 2022 | It’s Alright                                | (corto)             |

## Premios y nominaciones
| Año  | Categoría                           | Premio                   | Trabajo                       | Resultado |
| ---- | ----------------------------------- | ------------------------ | ----------------------------- | --------- |
| 2021 | Best Supporting Actress             | 57th Baeksang Arts Award | Penthouse: War In Life        | Nominada  |
| 2020 | Excellence in Mid-Length/Long Drama | 28th SBS Drama Award     | Penthouse: War In Life        | Ganó      |
| 2015 | Excellence Actress in a Miniseries  | SBS Drama Award          | The Village: Achiara's Secret | Nominada  |